# آل قاطش (مكيراس)

تعديل مصدري - تعديل

ال قاطش هي إحدى قرى عزلة مكيراس بمديرية مكيراس التابعة لمحافظة البيضاء، بلغ تعداد سكانها 109 نسمة حسب تعداد اليمن لعام 2004.